# Убей мальчишку
«Убей мальчишку» (англ. Kill the Boy) — пятый эпизод пятого сезона фэнтезийного сериала канала HBO «Игра престолов», и 45-й во всём сериале. Сценарий к эпизоду написал Брайан Когман, а режиссёром стал Джереми Подесва. Премьера состоялась 10 мая 2015 года.

## Сюжет

### На Севере
Бриенна (Гвендолин Кристи) и Подрик (Дэниел Портман) прибывают в гостиницу недалеко от Винтерфелла. В их разговор вмешивается слуга, и Бриенна в ходе беседы осознаёт его верность Старкам. Она просит слугу доставить письмо Сансе (Софи Тёрнер).
В Винтерфелле у Рамси Болтона (Иван Реон) происходит напряжённый разговор с наложницей Мирандой (Шарлотта Хоуп), касающийся его предстоящего брака с Сансой, так как в бытность свою бастардом Рамси Сноу собирался жениться на Миранде. Тем временем служанка Сансы передаёт ей письмо и сообщает, что, если Санса попадёт в беду, она должна будет зажечь свечу в самой высокой башне Винтерфелла, и помощь придёт. Позже Миранда разговаривает с Сансой и показывает ей псарню, где живёт униженный Вонючка, бывший Теон Грейджой (Альфи Аллен). За ужином Рамси заставляет Вонючку публично извиниться перед Сансой за убийство её младших братьев Брана и Рикона. Русе Болтон (Майкл Макэлхаттон) объявляет, что ожидает ребёнка от своей жены Уолды (Элизабет Уэбстер), и если это будет мальчик, он станет соперником незаконнорождённого Рамси в претензиях на Винтерфелл. Обсуждая беременность Уолды, Русе открывает сыну, что Станнис идёт походом на Винтерфелл и надо тщательно подготовиться к обороне.

### На Стене
Новости о событиях в Миэрине доходят до Сэма (Джон Брэдли) и мейстера Эймона (Питер Вон). Эймон скорбит о том, что остался единственным оставшимся в живых родственником Дейенерис из рода Таргариенов, но он слишком стар и болен, чтобы чем-то помочь ей. Пришедший Джон (Кит Харингтон) говорит наедине с Эймоном, прося у него совета касательно привлечения одичалых в качестве союзников. Эймон советует Джону «убить в себе мальчишку» и «дать родиться мужчине», ведь как лорд-командующий он должен делать то, что сам считает правильным.
Затем Джон встречается с предводителем племени одичалых Тормундом Великаньей смертью (Кристофер Хивью) и освобождает его из темницы. Он предлагает разрешить одичалым поселиться к югу от стены в обмен на военный союз с Ночным Дозором. Тормунд говорит Джону, что большинство одичалых сейчас в Суровом Доме, и для выполнения своего плана Джон должен отправиться с ним туда для переговоров. Идея Сноу вызывает отторжение со стороны большинства его дозорных, напомнивших о множестве братьев Дозора и невинных людей, которые погибли от рук одичалых. Невзирая на сопротивление подчиненных, Джон решается идти за Стену.
В библиотеке Сэм рассказывает Лилли (Ханна Мюррей), как желал стать мейстером ещё до прихода в Ночной Дозор. Входит Станнис (Стивен Диллэйн) и расспрашивает Сэма о драконьем стекле, которое способно убивать Белых Ходоков. Он упоминает, что этого вещества много на Драконьем камне, и что Сэму следует разузнать все слабые места Белых Ходоков. Сиру Давосу (Лиам Каннингем) Станнис сообщает, что утром они отправляются в поход на Винтерфелл. Осторожный лорд Давос предлагает подождать, пока Джон вернётся с одичалыми, но Станнис не прислушивается к его совету. Он также решает, что Селиса (Тара Фицджеральд) и Ширен (Керри Инграм) отправляются в поход вместе с ними, так как чувствует, что они не будут в безопасности на Стене.

### За Узким морем
Чудом выживший в схватке с Сынами Гарпии Серый Червь (Джейкоб Андерсон) выздоравливает под бдительным надзором Миссандеи (Натали Эммануэль). Дейенерис (Эмилия Кларк) и Даарио (Михиль Хаусман) скорбят над телом старого сира Барристана Селми (Иэн Макэлхинни) в Великой Пирамиде, разгневанная королева приказывает привести к ней глав всех великих семей Миэрина, не исключая своего советника Хиздара зо Лорака (Джоэл Фрай). Она приказывает своим драконам, Визериону и Рейгалю, сжечь и съесть одного из бывших рабовладельцев, а остальных заключает в темницу. Очнувшийся вскоре Серый Червь рассказывает Миссандее о том, как он боялся, что больше никогда не увидит её снова, и она обнимает его. Дейенерис советуется с Миссандеей о том, как бороться с Сынами Гарпии, и та напоминает, что Дейенерис всегда обладала способностью находить решения в самых сложных ситуациях. Вдохновлённая словами Миссандеи, Дейенерис встречается с Хиздаром в его камере и сообщает ему, что она согласна открыть бойцовые ямы, а чтобы установить мир с народом Миэрина, соглашается выйти за него замуж.
Тем временем плывущие в лодке Тирион (Питер Динклэйдж) и Джорах (Иэн Глен) достигают руин древней Валирии. Неожиданно они замечают пролетевшего над ними дракона Дрогона, вслед за чем на них нападают одичавшие от «серой хвори» каменные люди. Связанному Тириону приходится прыгнуть за борт, но Джорах спасает его от утопления, вслед за чем они лишаются лодки и разбивают лагерь на небольшой песчаной отмели. Джорах уходит, чтобы собрать дрова, и, заметив следы болезни на своем запястье, понимает, что сам заразился «серой хворью».

## Производство

### Сценарий
Сценарий к эпизоду был написан продюсером сериала Брайаном Когманом, и включает содержимое двух романов Джорджа Р. Р. Мартина, «Пира стервятников», глав Сэмвелл I и Сэмвелл IV, и «Танца с драконами», глав Джон II, Джон III, Джон XI, Джон XIII, Вонючка III, Дейенерис V и Тирион V.

## Реакция

### Телерейтинги
Эпизод «Убей мальчишку» посмотрели около 6.56 миллионов американских зрителей во время первого показа.

### Реакция критиков
В общем и в целом, эпизод «Убей мальчишку» принят был положительно. Майк Хоган из «Vanity Fair» сказал, что творческий состав «просто продолжает раскручивать напряжённость», в то время как Джошуа Йел из IGN оценил эпизод на 8.4/10 Кристофер Орр из The Atlantic назвал эпизод «превосходным» и описал его как «чётко написанным, снятым и представленным». На Rotten Tomatoes, все 28 отзывов критиков были положительными. Этот сайт дал эпизоду средний рейтинг 8.1/10.